# Центр Жоржа Помпіду
Центр Жоржа Помпіду (фр. Centre Georges-Pompidou; повна назва Національний центр мистецтва й культури імені Жоржа Помпіду (фр. Centre national d'art et de culture Georges-Pompidou); розмовна назва: Бобур) — культурний центр у кварталі Бобур 4-го округу Парижу між кварталами Ле-Аль та Маре.

## Історія

### Короткий опис
Створений за ініціативою французького президента Жоржа Помпіду, був офіційно відкритий 31 січня 1977 року президентом Валері Жискар д'Естеном.
Центр включає Музей сучасного мистецтва, велику бібліотеку, концертні та виставкові зали, Інститут дослідження та координації акустики й музики. Широкий майдан перед Центром Помпіду облюбували художники, бродячі артисти, музиканти й циркачі. Праворуч від Центру Помпіду на площі Стравінського знаходиться однойменний екстравагантний фонтан Стравінського.
Будівля футуристичного стилю й дуже великих, як для центру Парижа, розмірів має в довжину 166 м, завширшки 60 м і у висоту 42 м. Побудована за новаторськом проектом Ренцо П'яно та Річарда Роджерса, який переміг серед 680 конкурсних робіт. Оригінальна ідея архітекторів полягала в розташуванні всіх технічних конструкцій (арматурні з'єднання, всі трубопроводи, ліфти та ескалатори) зовні будівлі, що дозволило максимально вивільнити корисну площу до 40 тис. м². Арматурні з'єднання пофарбовано білим кольором, вентиляційні труби — синім, водопровідні — зеленим, електроподводка — жовтим, а ескалатори та ліфти — червоним.
З метою розширення до 20 тис. м² та масштабного ремонту, в результаті якого у приміщеннях центру додатково розмістяться кінотеатри, зони для тематичних виставок та секції сучасної творчості, Центр Помпіду в Парижі буде закритий на 5 років. «Центр Помпіду в Парижі буде закритий з 2025 по 2030 рік відповідно до нових амбітних планів розширення», — про це зазначив президент центру Лоран Ле Бон.

### Знакові події
Найбільш знаковою виставкою в Центрі Помпіду стала «Дада» у 2005 році. Пізніше виставку Ле Бона також відкрили у Національній галереї мистецтв у Вашингтоні та Музеї сучасного мистецтва в Нью-Йорку, де було представлено понад 400 об'єктів і шоу отримало загальне визнання.

### Центр Жоржа Помпіду
- Jean Baudrillard, L'Effet Beaubourg, implosion et dissuasion, Galilée, 1977
- Bernadette Dufrêne, La Création de Beaubourg, préface de Pontus Hulten, Presses universitaires de Grenoble, 2000
- Jean Lauxerois, L'Utopie Beaubourg, vingt ans après, Paris, Éditions de la Bibliothèque publique d'information / Centre Pompidou, 1996
- Marie Leroy, Le Phénomène Beaubourg, Paris, Syros, 1977
- Claude Mollard, L'Enjeu du Centre Georges Pompidou, Paris, Union générale d'éditions, Coll. 10/18, 1976
- Bernadette Dufrêne, Centre Pompidou: trente ans d'histoire, Editions du Centre Pompidou, Paris, 2007

### Жорж Помпіду і культура
- Jean-Claude Groshens et Jean-François Sirinelli (dir.), Culture et action chez Georges Pompidou, Paris, Presses universitaires de France, coll. Politique d'aujourd'hui, 2000 (ISBN 2-13-050908-8)
- Georges Pompidou, homme de culture, Paris, Éditions du Centre Georges-Pompidou, 1995 (ISBN 2-85850-817-8)
- Georges Pompidou et la modernité, Paris, Éditions du jeu de Paume et éditions du Centre Pompidou, 1999 (ISBN 2-84426-018-7)